# Ghiacciaio Clausnitzer
Il ghiacciaio Clausnitzer è un ghiacciaio lungo circa 15 km situato nella parte nord-occidentale della Dipendenza di Ross, nell'Antartide orientale. Il ghiacciaio, il cui punto più alto si trova a circa 1300 m s.l.m., si trova sulla costa di Borchgrevink, nei monti Southern Cross, dove fluisce verso nord-est a partire dal versante orientale dei colli Random, scorrendo lungo il versante nord-occidentale dei picchi Harrow, fino a unire il proprio flusso a quello del ghiacciaio Tinker.

## Storia
Il ghiacciaio Clausnitzer è stato mappato da membri dello United States Geological Survey (USGS) grazie a fotografie aeree scattate dalla marina militare statunitense nel periodo 1960-63, e così battezzato dal Comitato consultivo dei nomi antartici in onore di Frazer W. Clausnitzer, un fisico della ionosfera stanza alla stazione McMurdo nella stagione invernale del 1966.